# Buzači
Buzači (kazaški: Бозащы түбегі, Bozaşy tübegı; rus. Полуостров Бузачи) je poluotok koji se nalazi u zapadnom Kazahstanu. Graniči sa zaljevom Mangyshlak Kaspijskog jezera na zapadu i s poluotokom Mangišlak na jugozapadu. Mrtvi Kultuk leži na sjeveroistoku, a uski zaljev Kajdak čini njegovu istočnu granicu. Otok Durneva nalazi se na sjeveru, a otočje Tyuleny nalazi se na zapadnim obalama poluotoka.
Administrativno je poluotok Buzači dio kazahstanske oblasti Mangistau. Trenutno je to novo područje za istraživanje nafte.
Ovaj poluotok je golema niska udubina sa slanim močvarama i slanim jezerima. Njegovi dijelovi leže između 20 i 30 m ispod razine mora, niže od Kaspijskog mora. Područje je važno stanište tisućama crnorepih gazela.

## Kartografija
Područje je kartografirao Fedor Ivanovich Soimonov tijekom Kaspijske ekspedicije, koja je istraživala Kaspijsko jezero od 1719. do 1727.

## Vanjske poveznice
- (rus.) Životinjski svijet Mangišlaka
- Sirova nafta iz novih polja poluotoka Buzači